# Noncognitivismo teologico
Il noncognitivismo teologico è la posizione filosofica di chi sostiene che, in generale, alcuni termini in uso nei discorsi religiosi, nelle dottrine teologiche e nella mistica, quale tipicamente la parola "dio", siano privi in parte o del tutto di significato comprensibile e razionale al di fuori di un contesto mitologico.

## La teoria
Proposizioni come "dio esiste" o "dio è buono" costituirebbero proposizioni grammaticalmente corrette e possibili ma non logiche. Si tratterebbe cioè di proposizioni logicamente indecidibili, pertanto non avrebbe senso l'attribuzione ad esse di alcun valore di verità (vero/falso). Le espressioni che facciano uso di tali termini privi di significato sarebbero "incomprensibili", "impensabili", "paradossali", possibilmente dei "giochi linguistici" oppure espressioni poetiche, figure retoriche (metafore, allegorie, etc.).
Alla domanda "dio esiste?" o " credi in dio?" il noncognitivista tipicamente risponde chiedendo all'interlocutore una definizione sensata della parola "dio" e rifiuta il confronto in mancanza di essa. Il noncognitivismo teologico è quindi di per sé una posizione alternativa tanto a teismo e gnosticismo quanto ad ateismo ed agnosticismo.
Il noncognitivismo teologico è oggettivo o forte quando nega del tutto che una determinata definizione del termine "dio" abbia alcun senso, per cui nega che alcuna reale idea si formi nella mente stessa di chi si professa teista. È soggettivo o debole quando non esclude che qualche significato si formi nella mente del teista, pur dichiarando di non averlo individuato, richiedendo quindi una nuova definizione che meglio ne chiarifichi il contenuto concettuale.
L'etimologia del termine cognitivismo deriva dal latino cognoscere, e questo dalla radice greca gnósis (γνῶσις) la quale indica la conoscenza, la comprensione intuitiva, non mediata dall'esperienza ma ottenuta per introspezione, per meditazione interiore.
In generale, il noncognitivista non nega affatto che esistano intuizioni intellettuali universali che non possono essere facilmente definite in maniera formale: i concetti di realtà, spazio, punto, linea, numero, tempo, legge di causa-effetto sono classici esempi di concetti difficilmente definibili verbalmente ma la cui intuizione intellettuale è universale (vedi voce Concetti primitivi). Il noncognitivista riguardo alla questione teista trova invece il concetto di "dio" vuoto, l'intuizione intellettuale di questo concetto assente, essendo il termine stesso appartenente ad un campo semantico legato alla mitologia, all'immaginazione e/o a credenze superstiziose.
Benché l'espressione noncognitivismo teologico sia molto specifica, con essa si intende spesso indicare anche la più generale posizione del noncognitivismo religioso, secondo cui una vasta gamma di concetti legati ad una o più confessioni religiose sarebbe priva di significato razionale. Questa apparente anomalia è dovuta principalmente a ragioni storiche, essendosi il dibattito sulle religioni concentrato quasi univocamente sull'esistenza di divinità.
Il noncognitivismo teologico è da alcuni considerato una forma di ateismo forte o un possibile sinonimo di ignosticismo. È spesso associato alle posizioni del positivismo logico, del razionalismo, dello scetticismo metodologico, del dubbio metodologico, del pensiero critico.
Il noncognitivismo teologico non va confuso con il noncognitivismo etico che è invece la posizione filosofica etico-giuridica di chi sostiene che termini come "bene", "male", "giusto", "moralità" siano privi in parte o del tutto di significato al di fuori di un contesto puramente soggettivo, al di fuori di un discorso puramente arbitrario, e che pertanto le proposizioni che facciano uso di tali termini siano formalmente indecidibili. Il noncognitivista riguardo alla questione etica considererà alla stessa stregua, dal punto di vista del contenuto veritativo, proposizioni come «uccidere un innocente è moralmente sbagliato» e «il cioccolato è molto buono», indicando entrambe delle preferenze individuali puramente soggettive la cui validità non possa quindi essere resa universale.

## Esempi di definizioni di "dio" prive di significato o incomplete
Le proposizioni "dio è ciò che è" o "dio è colui che è", per chi sostiene il noncognitivismo teologico, sono esempi tipici di definizioni di "dio" assolutamente prive di significato (perlomeno in quanto circolari, autoreferenziali).
Le proposizioni "dio è l'assoluto" e "dio è l'uno" richiedono definizioni comprensibili dei sostantivi assoluto e uno.
La proposizione "dio è l'essere supremo, personale, santo, trascendente, perfetto, infinito, immateriale, immutabile, onnisciente, onnipotente, creatore di ogni cosa" (vedi anche la voce Attributi di Dio) è un altro esempio di definizione assolutamente priva di significato, in quanto basata esclusivamente su attributi "negativi" o "relazionali", attributi perdipiù che fanno sorgere il dubbio di essere reciprocamente incompatibili o, a loro volta, del tutto privi di significato essi stessi. Tale definizione ha quindi la stessa valenza di un indovinello senza soluzione: "dio non è un orologio svizzero e non gioca a dadi, urla silenziosamente ed assomiglia ad un applauso senza mani".
Anche la definizione negativa dovuta ad Agostino di Ippona, riassumibile nella formula latina «si comprehendis non est deus», è del tutto priva di significato: «Cosa potremo dunque dire di dio? Poiché se tu dichiari di poterne dare una definizione, quella non sarebbe la definizione di dio. Se tu dichiari di aver capito cosa dio sia, ciò significa che tu hai capito qualcosa di diverso e che non è dio. Se tu dichiari di averlo capito con il pensiero, ciò significa che con tale pensiero hai voluto ingannarti. Ciò, quindi, non è dio, se dichiari di averlo capito. E se lo è, allora non puoi averlo davvero capito. Perché dunque vuoi parlare di ciò che non hai potuto comprendere?». Tale definizione esclude a priori la comprensibilità del concetto (vedi la voce apofatismo), eppure l'autore usa tale concetto come se invece lo comprendesse: il noncognitivista considera tale posizione come apertamente incompatibile con il principio di razionalità, oppure come un gioco linguistico oppure come un discorso poetico.
Più in generale, le definizioni che si ottengono dalla teologia negativa (vedi, ad esempio, Plotino), in cui il termine "dio" viene definito per ciò che non è, sono per ciò stesso assolutamente prive di significato.
Lo stesso è possibile dire delle definizioni basate sul metodo tipico della mistica induista dell'Advaita Vedānta, detto "neti, neti", ovvero "tu non sei questo, tu non sei quello". Manca la definizione positiva, esprimibile in termini razionali, comunicabili.
La definizione "dio è il motore immobile dell'universo" è equivoca, possibilmente priva di significato oppure incompleta. Infatti il motore immobile dell'universo può essere inteso come un complesso di leggi fisiche che ordina l'universo - e tale interpretazione è perfettamente logica e comprensibile. Ma dalla stessa espressione possono essere estratte numerose altre interpretazioni. Si tratta di un'espressione poetica in quanto evoca significati senza però manifestarli chiaramente e delinearli nettamente.
La definizione "dio è la realtà ultima" è incompleta ed equivoca in quanto suggerisce che la parola "dio" sia sinonimo della parola "universo" ma allo stesso tempo evoca anche significati meno chiari: come interpretare, infatti, l'aggettivo "ultimo" attribuito alla realtà?
La definizione "dio è l'architetto dell'universo" è anch'essa equivoca o paradossale in quanto non dichiara cosa esattamente sia l'architetto dell'universo.
È bene ricordare che, date quattro differenti definizioni di dio, è possibile essere allo stesso tempo, ad esempio, noncognitivista riguardo alla prima, ateo riguardo alla seconda, agnostico riguardo alla terza e teista riguardo alla quarta.
La definizione "dio è una sfera di raggio infinito e il cui centro è ovunque" indurrebbe ad esempio molti a considerarsi noncognitivisti.
La definizione "dio è il fratello maggiore di Babbo Natale, cugino di secondo grado della Befana" indurrebbe molti a considerarsi apertamente atei, in quanto è noto con ragionevole certezza e largamente accettato che Babbo Natale e la Befana siano personaggi di fantasia.
La definizione "dio è un essere molto raro che vive non si sa bene dove e la cui specie non è stata ancora scoperta" indurrebbe probabilmente molti a sospendere il giudizio e a dichiararsi agnostici.
La definizione "dio è tutto ciò che esiste" indurrebbe invece molti a considerarsi teisti, in quanto tutto ciò che esiste è la realtà stessa, e pochi sarebbero disposti a negarne l'esistenza o anche solo a dubitarne. Così pure le definizioni "dio è amore", "dio è energia", "dio è gioia", "dio è armonia" e simili. Ciò è vero se il proponente accetta che tali proposizioni conservino lo stesso significato se formulate all'opposto, e cioè: "tutto ciò che esiste è dio", "l'amore è dio", "l'energia è dio", "la gioia è dio", "l'armonia è dio".